# Catamenia
Catamenia là một chi chim trong họ Thraupidae.